# مارتن والتر
مارتن والتر (بالألمانية: Martin Walter)‏ هو لاعب هوكي الجليد ألماني، ولد في 23 أكتوبر 1983 في أوسترافا في التشيك.

## وصلات خارجية
- مارتن والتر على موقع EliteProspects.com (الإنجليزية)
- مارتن والتر على موقع Eurohockey.com (الإنجليزية)
- مارتن والتر على موقع HockeyDB.com (الإنجليزية)